# Magyar American Football League 2006
La Magyar American Football League 2006 è la 2ª edizione del campionato di football americano di primo livello, organizzato dalla MAFL.

## Squadre partecipanti
| Club                   | Città        | Stadio | Sponsor ufficiale | Risultato nella stagione 2005 |
| ---------------------- | ------------ | ------ | ----------------- | ----------------------------- |
| Budapest Black Knights | Budapest     |        |                   |                               |
| Budapest Wolves 2      | Budapest     |        |                   |                               |
| Debrecen Gladiators    | Debrecen     |        |                   |                               |
| Eger Heroes            | Eger         |        |                   |                               |
| Győr Sharks            | Győr         |        |                   |                               |
| Nagykanizsa Demons     | Nagykanizsa  |        |                   |                               |
| Szolnok Soldiers       | Szolnok      |        |                   |                               |
| Zala Predators         | Zalaegerszeg |        |                   |                               |

## Stagione regolare

### Calendario

#### 1ª giornata
| Nagykanizsa 29 aprile 2006, ore 15:00 | Nagykanizsa Demons | 57 – 19 (16-0 14-6 7-0 20-13) referto | Zala Predators | Mindenki Sportpálya (300 spett.) |

| Rákóczifalva 30 aprile 2006, ore 15:00 | Szolnok Soldiers | 35 – 0 (9-0 10-0 9-0 7-0) referto | Eger Heroes | Sportpálya (530 spett.)\| Arbitro: \| Cserjes \| |
| Arbitro:                               | Cserjes          |                                   |             |                                                  |

#### 2ª giornata
| Győr 6 maggio 2006, ore 16:10 | Győr Sharks | 12 – 0 (0-0 6-0 0-0 6-0) referto | Budapest Black Knights | Bácsai Sporttelep (500 spett.)\| Arbitro: \| Udvardi \| |
| Arbitro:                      | Udvardi     |                                  |                        |                                                         |

| Budapest 7 maggio 2006, ore 15:25 | Budapest Wolves 2 | 13 – 20 (6-0 7-13 0-7 0-0) referto | Debrecen Gladiators | Wolves Stadion (1000 spett.) |

#### 3ª giornata
| Debrecen 13 maggio 2006, ore 15:00 | Debrecen Gladiators | 28 – 2 (13-0 7-2 0-0 8-0) referto | Szolnok Soldiers | Kinizsi Stadion (950 spett.)\| Arbitro: \| Udvardi \| |
| Arbitro:                           | Udvardi             |                                   |                  |                                                       |

| Teskánd 14 maggio 2006, ore 15:00 | Zala Predators | 7 – 25 (0-7 0-6 0-6 7-6) | Budapest Black Knights | Sportpálya (100 spett.) |

#### 4ª giornata
| Nagykanizsa 20 maggio 2006, ore 15:00 | Nagykanizsa Demons | 32 – 66 (6-13 13-20 7-26 6-7) | Győr Sharks | Mindenki Sportpálya (310 spett.)\| Arbitro: \| Udvardi \| |
| Arbitro:                              | Udvardi            |                               |             |                                                           |

| Eger 21 maggio 2006, ore 15:00 | Eger Heroes | 12 – 62 (6-14 0-27 0-7 6-14) Non esistono statistiche per questa partita | Budapest Wolves 2 | Városi Stadion (250 spett.) |

#### 5ª giornata
| Eger 27 maggio 2006, ore 15:10 | Eger Heroes | 0 – 76 (0-25 0-21 0-7 0-20) referto | Debrecen Gladiators | Városi Stadion (250 spett.)\| Arbitro: \| Cserjes \| |
| Arbitro:                       | Cserjes     |                                     |                     |                                                      |

| Budapest 28 maggio 2006, ore 15:00 | Budapest Black Knights | 27 – 23 (0-7 14-0 0-7 13-9) | Nagykanizsa Demons | BVSC Stadion (400 spett.) |

#### 6ª giornata
| Teskánd 3 giugno 2006, ore 15:00 | Zala Predators | - – - Non disputata per maltempo. | Győr Sharks | Sportpálya |

| Rákóczifalva 5 giugno 2006, ore 15:00 | Szolnok Soldiers | 6 – 7 (0-0 0-0 0-0 6-7) referto | Budapest Wolves 2 | Sportpálya (650 spett.)\| Arbitro: \| Cserjes \| |
| Arbitro:                              | Cserjes          |                                 |                   |                                                  |

#### 7ª giornata
| Győr 10 giugno 2006, ore 15:00 | Győr Sharks | 86 – 6 (22-0 21-6 15-0 28-0) referto | Eger Heroes | Bácsai Sporttelep (650 spett.)\| Arbitro: \| Jánvári \| |
| Arbitro:                       | Jánvári     |                                      |             |                                                         |

| Budapest 10 giugno 2006, ore 16:00 | Budapest Wolves 2 | 21 – 9 (7-3 8-6 0-0 6-0) referto | Nagykanizsa Demons | Wolves Stadion (500 spett.) |

| Debrecen 11 giugno 2006, ore 15:00 | Debrecen Gladiators | 66 – 20 (20-0 27-6 6-0 13-14) Non esistono statistiche per questa partita | Zala Predators | Kinizsi Stadion (700 spett.) |

| Budapest 11 giugno 2006, ore 19:00 | Budapest Black Knights | 32 – 17 (13-0 6-0 6-7 7-10) referto | Szolnok Soldiers | BVSC Stadion (250 spett.) |

### Classifiche
Le classifiche della regular season sono le seguenti:
- PCT = percentuale di vittorie, G = partite giocate, V = partite vinte,  P = partite perse, PF = punti fatti, PS = punti subiti

#### Girone Est
| Pos. | Squadra             | PCT   | G | V | N | P | PF  | PS  |
| ---- | ------------------- | ----- | - | - | - | - | --- | --- |
| 1    | Debrecen Gladiators | 1.000 | 4 | 4 | 0 | 0 | 190 | 35  |
| 2    | Budapest Wolves 2   | .750  | 4 | 3 | 0 | 1 | 103 | 47  |
| 3    | Szolnok Soldiers    | .250  | 4 | 1 | 0 | 3 | 60  | 67  |
| 4    | Eger Heroes         | .000  | 4 | 0 | 0 | 4 | 18  | 259 |

#### Girone Ovest
| Pos. | Squadra                | PCT   | G | V | N | P | PF  | PS  |
| ---- | ---------------------- | ----- | - | - | - | - | --- | --- |
| 1    | Győr Sharks            | 1.000 | 3 | 3 | 0 | 0 | 164 | 38  |
| 2    | Budapest Black Knights | .750  | 4 | 3 | 0 | 1 | 84  | 59  |
| 3    | Nagykanizsa Demons     | .250  | 4 | 1 | 0 | 3 | 121 | 133 |
| 4    | Zala Predators         | .000  | 3 | 0 | 0 | 3 | 46  | 148 |

## Playoff

### Tabellone
|  | Semifinali | Semifinali             | Semifinali |             |    | II Hungarian Bowl   | II Hungarian Bowl | II Hungarian Bowl |  |
|  |            |                        |            |             |    |                     |                   |                   |  |
|  | 1E         | Debrecen Gladiators    | 43         |             |    |                     |                   |                   |  |
|  | 1E         | Debrecen Gladiators    | 43         |             |    |                     |                   |                   |  |
|  | 2O         | Budapest Black Knights | 36         |             |    |                     |                   |                   |  |
|  | 2O         | Budapest Black Knights | 36         |             | 1E | Debrecen Gladiators | 6                 |                   |  |
|  |            |                        |            |             | 1E | Debrecen Gladiators | 6                 |                   |  |
|  |            |                        | 1O         | Győr Sharks | 7  |                     |                   |                   |  |
|  | 1O         | Győr Sharks            | 1O         | Győr Sharks | 7  | 29                  |                   |                   |  |
|  | 1O         | Győr Sharks            |            |             |    |                     |                   |                   |  |
|  | 2E         | Budapest Wolves 2      | 21         |             |    |                     |                   |                   |  |

### Semifinali
| Debrecen 17 giugno 2006, ore 15:00 | Debrecen Gladiators | 43 – 36 (14-7 7-7 7-7 15-15) referto | Budapest Black Knights | Kinizsi Stadion (600 spett.) |

| Győr 18 giugno 2006, ore 16:00 | Győr Sharks | 29 – 21 (7-6 10-0 6-7 6-8) referto | Budapest Wolves 2 | Bácsai Sporttelep (600 spett.)\| Arbitro: \| Udvardi \| |
| Arbitro:                       | Udvardi     |                                    |                   |                                                         |

### II Hungarian Bowl
| Arbitri: | Udvardi Krutsch Jánvári Szerényi H-P Gruber Szép Petrovics |

|                           |           |                                         |
| R. Molnár Q1 (TD) 4yd run | Marcatori | Szabó Q3 (TD) 1yd run S. Dezső Q3 (pat) |

## Verdetti
- Győr Sharks Campioni dell'Ungheria 2006

## Marcatori
Mancano i dati di Predators-Black Knights della 3ª giornata e Heroes-Wolves 2 della 4ª giornata.
| Giocatore    | Sq.                    | TD rush | TD recv | TD int | TD p.ret | TD k.ret | TD oth | Xp1 | Xp2 | FG  | Saf | Totale |
| ------------ | ---------------------- | ------- | ------- | ------ | -------- | -------- | ------ | --- | --- | --- | --- | ------ |
| Szabó        | Győr Sharks            | 2+3     | 2+0     | 0+0    | 0+0      | 0+0      | 0+0    | 1+0 | 3+0 | 0+0 | 0+0 | 49     |
| Michaletzky  | Budapest Black Knights | 4+3     | 0+0     | 1+0    | 0+0      | 0+0      | 0+0    | 0+0 | 0+0 | 0+0 | 0+0 | 48     |
| Németh       | Nagykanizsa Demons     | 1       | 5       | 0      | 0        | 0        | 0      | 0   | 0   | 0   | 0   | 36     |
| Kuruc        | Debrecen Gladiators    | 2+3     | 0+0     | 0+0    | 0+0      | 0+0      | 0+0    | 0+0 | 0+1 | 0+0 | 0+0 | 32     |
| Z. Horváth   | Nagykanizsa Demons     | 5       | 0       | 0      | 0        | 0        | 0      | 0   | 0   | 0   | 0   | 30     |
| Urgyán       | Debrecen Gladiators    | 1       | 3       | 0      | 0        | 0        | 0      | 0   | 0   | 0   | 0   | 24     |
| 3 giocatori  | 20                     |         |         |        |          |          |        |     |     |     |     |        |
| 6 giocatori  | 18                     |         |         |        |          |          |        |     |     |     |     |        |
| Takács       | Nagykanizsa Demons     | 0       | 0       | 0      | 0        | 0        | 0      | 12  | 0   | 1   | 0   | 15     |
| 3 giocatori  | 14                     |         |         |        |          |          |        |     |     |     |     |        |
| 11 giocatori | 12                     |         |         |        |          |          |        |     |     |     |     |        |
| P. Nagy      | Budapest Black Knights | 0+0     | 0+0     | 0+0    | 0+0      | 0+0      | 0+0    | 4+4 | 0+0 | 0+0 | 0+0 | 8      |
| Team         | Debrecen Gladiators    | 1       | 0       | 0      | 0        | 0        | 0      | 1   | 0   | 0   | 0   | 7      |
| 18 giocatori | 6                      |         |         |        |          |          |        |     |     |     |     |        |
| 2 giocatori  | 4                      |         |         |        |          |          |        |     |     |     |     |        |
| 3 giocatori  | 3                      |         |         |        |          |          |        |     |     |     |     |        |
| 2 giocatori  | 2                      |         |         |        |          |          |        |     |     |     |     |        |
| 3 giocatori  | 1                      |         |         |        |          |          |        |     |     |     |     |        |

- Miglior marcatore della stagione regolare: Németh ( Nagykanizsa Demons), 36
- Miglior marcatore dei playoff: Kuruc ( Debrecen Gladiators), 20
- Miglior marcatore della stagione: Szabó ( Győr Sharks), 49

## Passer rating
Mancano i dati di Predators-Black Knights della 3ª giornata, Demons-Sharks e Heroes-Wolves 2 della 4ª giornata e Black Knights-Demons della 5ª giornata.

La classifica tiene in considerazione soltanto i quarterback con almeno 10 lanci effettuati.
| Giocatore   | Sq.                    | G   | Att   | Comp | Int | Yds     | TD  | NFL   | NCAA   |
| ----------- | ---------------------- | --- | ----- | ---- | --- | ------- | --- | ----- | ------ |
| Michaletzky | Budapest Black Knights | 2+1 | 20+19 | 8+9  | 3+0 | 186+130 | 3+1 | 74,31 | 130,11 |
| Szabó       | Győr Sharks            | 2+2 | 13+14 | 5+9  | 2+0 | 107+73  | 3+0 | 79,24 | 129,70 |
| Bodnár      | Nagykanizsa Demons     | 2   | 38    | 17   | 2   | 267     | 2   | 64,25 | 110,60 |
| Urgyán      | Debrecen Gladiators    | 4+2 | 32+6  | 11+3 | 4+2 | 187+54  | 4+0 | 54,71 | 93,27  |
| Katona      | Nagykanizsa Demons     | 2   | 25    | 11   | 2   | 113     | 1   | 37,58 | 79,17  |
| Hajnal      | Szolnok Soldiers       | 4   | 69    | 23   | 2   | 366     | 1   | 44,72 | 76,88  |
| Dombai      | Zala Predators         | 1   | 21    | 6    | 1   | 90      | 1   | 40,97 | 70,76  |
| Bencsics    | Budapest Wolves 2      | 3+1 | 24+2  | 7+1  | 2+0 | 80+14   | 0+0 | 10,74 | 45,75  |
| Herke       | Eger Heroes            | 3   | 78    | 23   | 5   | 224     | 0   | 12.87 | 40,79  |

- Miglior QB della stagione regolare: Szabó ( Győr Sharks), 152,98
- Miglior QB dei playoff: Michaletzky ( Budapest Black Knights), 122,21
- Miglior QB della stagione: Michaletzky ( Budapest Black Knights), 130,11